# Кидониэ (миноносец)
«Кидониэ» — греческий миноносец. Бывший австрийский миноносец ‘SMS Tb 100-Μ ’.
Построен на верфи фирмы Cantiere Navale Triestino в Монфальконе в 1914 году.
Принадлежит большой серии австрийских миноносцев типа (Tb 82 F) построенных в Фиуме и типа (Tb 98 M) построенныхв Монфальконе.
Один из 6 судов этого типа предоставленных Греции в 1922 году, в качестве репараций после окончания Первой мировой войны и раздела австрийского флота. Все греческие суда этих типов получили имена древних греческих городов Малой Азии, оставленных греческой армией в том же 1922 году: 'Пергамос' (Пергам), ‘Пруса’ (Бурса), ‘Панормос’ (Бандырма), Киос' (Гемлик), ‘Кидониэ (Айвалык), ‘Кизикос (Кизик (город)).
Миноносец принял участие в греко-итальянской войне 1940—1941 года.
После вступления в войну Германии, пришедшей на помощь итальянцам, 26 апреля 1941 года, сопровождая транспорт «Закинф» и под командованием лейтенанта ВМС А.Германос миноносец подвергся атаке немецкой авиации и был потоплен у города Монемвасия.